# Margareta Stewart (Delfină a Franței)
Margareta Stewart (franceză Marguerite d'Écosse) (25 decembrie 1424 – 16 august 1445) a fost prințesă a Scoției și Delfină a Franței. A fost primul copil al regelui Iacob I al Scoției și a reginei Joan Beaufort.
S-a căsătorit cu fiul cel mare al regelui Franței, cu Ludovic, al 9-lea Delfin, la vârsta de 11 ani. Căsnicia lor a fost nefericită iar ea a murit, fără să aibă moștenitori, la vârsta de 20 de ani, aparent de febră.
1. 1 2  Kindred Britain